# 國栖奏
國栖奏（日语：／）是奈良縣吉野郡吉野町南國栖地區淨見原神社的特有祭典活動，於每年舊曆1月14日舉行。古代宮廷在節會、大嘗會、新嘗會等場合演出。